# ليس جوميليس
ليس جوميليس (بالإنجليزية: Les Jumelles)‏ هو أحد جبال سلسلة جبال الألب شابلايس ويقع في كانتون فاليز في سويسرا. يحتل المرتبة رقم 357 في قائمة جبال سويسرا من حيث الارتفاع، إذ يبلغ ارتفاعه حوالي 2215 متر، بينما يبلغ ارتفاع نتوء الجبل 365 متر.